# Marcela Kloosterboer
Marcela Kloosterboer (Buenos Aires, 5 de julho de 1983) é uma atriz e modelo argentina de origem neerlandesa.

## Biografia
Ela iniciou seus estudos teatrais aos oito anos de idade e sua carreira de atriz em 1994 na telenovela infantil Amigovios.
Em 1996 atuou em Mi Família es un dibujo.
Desde 1998, ela é representada pela agência de modelos Dotto Models, tendo sido capa de revistas de moda e tendo participado de campanhas publicitárias.
Em 1999, ela participou da telenovela infanto-juvenil Chiquititas interpretando Candela, em 2007 deu vida à Romina na comédia Lalola e em 2008 foi nomeada ao Prêmio Martín Fierro de Actriz protagonista de novela por sua atuação em Doble venganza.